# Понте-ди-Пьяве
Понте-ди-Пьяве (итал. Ponte di Piave) — коммуна в Италии, располагается в провинции Тревизо области Венеция.
Население составляет 7105 человек, плотность населения составляет 222 чел./км². Занимает площадь 32 км². Почтовый индекс — 31047. Телефонный код — 0422.

## Города-побратимы
- Кастельжинес (Франция)